# Johanna Weber
Pour les articles homonymes, voir Weber.
Johanna Weber est une mathématicienne allemande puis britannique née le 8 août 1910, morte le 24 octobre 2014. Spécialiste de l'aérodynamique en aéronautique, elle est notamment connue pour sa contribution au développement du bombardier Handley Page Victor et surtout pour la conception des ailes delta élancées favorisant le vol supersonique et ouvrant la voie au Concorde.

## Biographie

### Jeunesse, formation
Johanna Salome Weber naît dans une famille modeste d'origine wallonne à Düsseldorf, en Allemagne, le 8 août 1910. Son père est une victime du début de la Première Guerre mondiale, en novembre 1914. Elle bénéficie alors du statut d'« orpheline de guerre », qui lui permet le financement de ses études,.
Elle entame en 1929 des études de chimie et de mathématiques à l'université de Cologne, puis l'année suivante passe à l'université de Göttingen. Elle est diplômée en 1935, puis poursuit une formation d'enseignante pendant deux ans. Comme elle ne rejoint pas le parti nazi, elle n'est pas autorisée à enseigner. Sa mère et sa sœur ayant besoin de soutien financier, elle recherche un emploi dans l'industrie de l'armement.

### Premières recherches aérodynamiques
Johanna Weber intègre l'entreprise Krupp à Essen comme chercheuse en balistique. Son travail implique des calculs mathématiques fastidieux avec les calculateurs mécaniques Brunsviga. En 1939, elle entre à l'Institut de recherche aérodynamique (Aerodynamische Versuchsanstalt Göttingen) à Göttingen. Au sein d'une petite équipe de recherche théorique, sa première expérience en aérodynamique consiste à effectuer des corrections en soufflerie. C'est là qu'elle rencontre Dietrich Küchemann et commence sa collaboration avec lui.
Les scientifiques de l'Institut avaient élaboré une théorie cohérente de l'écoulement autour d'un avion. Mais c'était une approximation, utilisant des singularités pour représenter les tourbillons générant la portance. Johanna Weber est chargée d'améliorer cette théorie. Elle réalise que certains de ses travaux se chevauchent avec les recherches de Küchemann sur l'admission dans les moteurs à réaction. Ils s'associent alors, Johanna Weber effectue la conception théorique et les essais en soufflerie, et Küchemann définit les orientations de recherche en lien avec les fabricants. Au cours de la période de la Seconde Guerre mondiale, ils produisent un ensemble substantiel de travaux.

### Recherches pour leRoyal Aircraft Establishment
Après la prise de Göttingen par l'armée américaine en 1945, la ville se trouve en zone d'occupation britannique. Les Britanniques rémunèrent Johanna Weber et Küchemann pour établir une monographie sur leurs recherches. Ce travail serait la base de leur publication Aerodynamics of Propulsion. Les Britanniques encouragent les scientifiques allemands à signer des contrats de six mois dans diverses installations de défense au Royaume-Uni dans le cadre du plan combiné américano-britannique avec l'opération Paperclip et l'opération Surgeon visant à acquérir le savoir-faire et les technologies allemands. En octobre 1946, Küchemann rejoint le département d'aérodynamique du Royal Aircraft Establishment (RAE) de Farnborough. Il persuade Johanna Weber de le rejoindre. Ils renouvellent leurs contrats tous les six mois, bien que restant classés comme ennemis, jusqu'en 1953, date à laquelle ils sont tous les deux naturalisés comme citoyens britanniques.
Étant la seule femme parmi les scientifiques allemands, Johanna Weber est hébergée dans une auberge du personnel de RAE. Elle rejoint la division des souffleries à basse vitesse au RAE, dirigée par Frances Bradfield. Elle commence des travaux expérimentaux sur les prises d'air sous la direction de John Seddon.

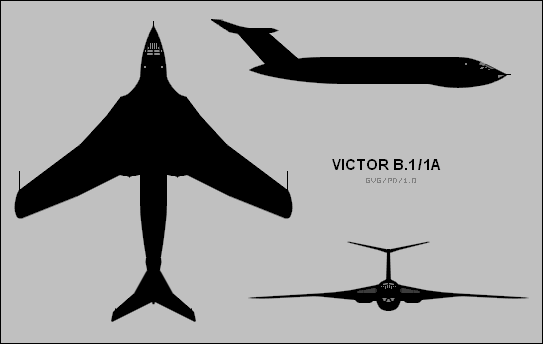
Silhouette du Handley Page Victor.

En 1946, le ministère britannique de l'Air spécifie les besoins pour un bombardier à réaction à moyenne portée capable de transporter une arme nucléaire. Le bombardier Handley Page Victor est le plus ambitieux des modèles proposés en réponse. Küchemann s'était tenu au courant des travaux allemands sur les aéronefs à ailes balayées, en particulier l'aile en forme de croissant, et l'aérodynamique du vol supersonique. Le Victor aurait trois ailes segmentées en forme de croissant, chacune avec un angle de balayage différent. Johanna Weber apporte l'aide de ses calculs et incorpore d'autres améliorations de conception, y compris les entrées d'air du moteur basées sur le travail qu'elle a fait avec Küchemann pendant la guerre. Ses modèles aérodynamiques linéaires et simples sont calculés à la main par une équipe de calculatrices féminines. En septembre 1945, elle écrit avec Küchemann un article analysant l'aérodynamique du nouveau type d'aile et du nouveau fuselage.
Les travaux ultérieurs de Johanna Weber avec Küchemann portent sur l'amélioration de la théorie de l'aérodynamique subsonique. Les méthodes initiales traitaient séparément de l'épaisseur des ailes et de la portance. Dans les années 1950, Johanna Weber développe un concept simultané de toutes les caractéristiques d'une aile (épaisseur, torsion, balayage, cambrure) pour prévoir la répartition de la pression atmosphérique sur l'aile. L'équipe de l'avion Vickers résout le problème inverse - celui de déterminer la forme de l'aile qui convient le mieux à une distribution de pression requise. La forme d'aile qui en résulte est la plus avancée pour un avion civil, elle est utilisée pour l'avion de ligne Vickers VC10.

### Ailes delta élancées pour les vols supersoniques, leConcorde

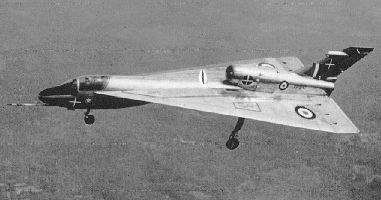
Le prototype HP.115 à aile delta.

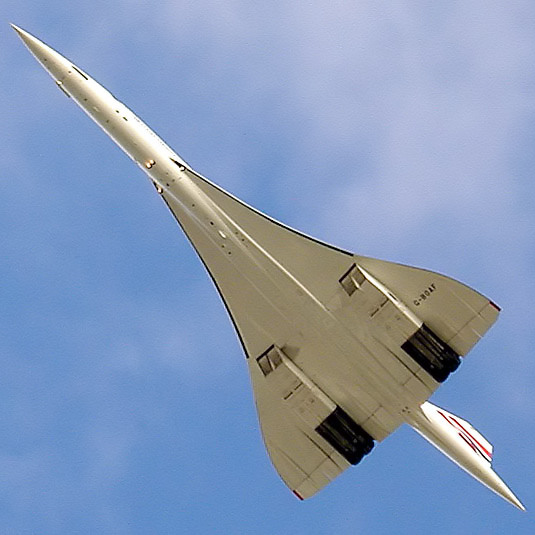
Le Concorde à aile delta.

Johanna Weber continue ses recherches sur le transport supersonique. En 1955, elle démontre qu'une aile delta en forme de flèche avec un angle d'attaque élevé peut générer une portance suffisante pour permettre le décollage et l'atterrissage, tout en autorisant par sa minceur de réelles performances supersoniques, en évitant ainsi les ailes à géométrie variable,. 
L'idée d'une aile delta élancée, en forme de flèche qui utilise un flux d'air séparé pour faciliter le vol supersonique remet complètement en question ce qui semblait être les principes de base de la conception des avions. C'est ainsi considéré d'abord comme une hérésie par le directeur du RAE. Mais Johanna Weber, Dietrich Küchemann et Eric Maskell, un autre aérodynamicien, développent le concept et font connaître les résultats de leurs études en publiant des articles sur le sujet en 1956.
Après étude, cette idée apparaît comme un « coup de génie ». Küchemann préconise alors cette configuration d'aile auprès du gouvernement britannique, ce qui fait naître le besoin d'un avion de ligne Mach 2 par le Supersonic Transport Advisory Committee (STAC) en 1956,. 
La décision est prise de financer la construction d'un prototype. En 1961, le prototype Handley Page HP.115 est construit pour tester les performances à basse vitesse de l'aile delta élancée.
Johanna Weber apporte deux contributions fondamentales à l'effort supersonique : des outils permettant de prévoir la traînée sur un avion à aile delta mince pendant le vol supersonique, et le façonnement de l'aile pour permettre la formation de tourbillons à son bord d'attaque, plutôt qu'au-dessus ou en dessous. Son travail à partir de 1959 contribue à la conception et à la possible construction du Concorde.

### Nouvelles modélisations,Airbus
Après le Concorde, Johanna Weber en revient aux recherches subsoniques. Elle analyse particulièrement les conditions dans lesquelles les méthodes traitant des flux d'air plus lents que la vitesse du son continuent d'être applicables aux niveaux supercritiques. Elle améliore les théories existantes, qui étaient basées sur des flux incompressibles, en aidant à automatiser les calculs pour donner des résultats exacts plutôt qu'approximatifs. L'une des principales sources d'inefficacité aérodynamique était la jonction de l'aile et du fuselage ; Johanna Weber arrive à modéliser l'ensemble de son profil tridimensionnel. Ses modèles et ses méthodes, ainsi que d'autres issues du développement du VC10, sont utilisées pour la conception de l'Airbus A300 B, qui est le premier biréacteur au monde ayant un large fuselage.

### Retraite
Johanna Weber prend sa retraite en 1975 avec grade de Senior Principal Scientific Officer. Elle continue cependant à travailler pour le RAE comme consultante. Elle a près de 100 publications à son actif. En 1976, après la mort de Küchemann, elle aide à la publication du livre The Aerodynamic Design of Aircraft, publié en 1978. Elle annonce ensuite qu'elle en a fini avec l'aérodynamique.
Elle se découvre alors de nouveaux centres d'intérêt en psychologie et en géologie. Elle suit des cours à l'université de Surrey.

### Logement, famille, décès
Après avoir vécu dans l'hôtel du RAE jusqu'en 1953, puis emménagé dans un studio attenant à la maison de Küchemann à Wrecclesham dans le Surrey, elle s'achète en 1961 une maison à côté des Küchemann. Mais elle a beaucoup de mal à obtenir un prêt bancaire, les banques britanniques étant alors réticentes à prêter aux femmes célibataires,.
Sa sœur cadette, dont elle est très proche, a toujours eu une mauvaise santé. Johanna Weber la soutient financièrement, elle et leur mère, en envoyant de l'argent en Allemagne et a voulu y retourner. Sa sœur meurt à 50 ans.
Johanna Weber continue à vivre dans sa maison jusqu'en 2010. Elle meurt dans une maison médicalisée à Farnham dans le Surrey, le 24 octobre 2014.